# Le Tigre du Bengale (film, 1959)
Ne doit pas être confondu avec Le Tigre du Bengale (film, 1938).
Pour plus de détails, voir Fiche technique et Distribution.
Le Tigre du Bengale (Der Tiger von Eschnapur) est un film allemand réalisé par Fritz Lang, sorti en 1959. C'est le premier volet d'un diptyque qui se poursuit avec Le Tombeau hindou.

## Synopsis
L’architecte Henri Mercier se rend à Eschnapur (ville imaginaire, le film ayant été tourné à Udaipur - loin du Bengale), à l’invitation du maharadjah Chandra qui souhaite faire des travaux dans son palais. En chemin, il sauve une danseuse, Seetha, des griffes d’un tigre. Ils ne tardent pas à tomber amoureux l’un de l’autre. Seetha se rend elle aussi auprès du maharadjah, pour lequel elle exécute une danse dans le temple de la déesse Kali.
Henri Mercier a reçu l'aide d'Azagara, un architecte indien formé en Occident. Pendant leurs explorations dans les souterrains destinées à conforter la construction des bâtiments, ils se trouvent à proximité du temple de la déesse. Henri surprend Seetha en train de danser dans le temple pour le maharajah. Il découvre aussi une léproserie improvisée où le maharadjah séquestre les lépreux afin qu'ils n'infestent pas la ville.
Épris de la danseuse, Chandra la séquestre dans son palais, attendant le jour où elle acceptera de l’épouser. Ce mariage est favorisé par le frère de Chandra, Ramigani. Celui-ci compte sur le scandale provoqué par cette union auprès des prêtres pour renverser son frère et s’emparer du pouvoir.
Chandra ne tarde pas à découvrir que Mercier est épris de Seetha. Sur dénonciation des prêtres, il s'aperçoit qu'Henri rend visite le soir à Seetha. Comme châtiment, l’architecte devra affronter le tigre qui a menacé Seetha. Mercier parvient à tuer l’animal : il a la vie sauve. Grâce à sa connaissance des souterrains du palais, il rejoint Seetha, et les deux amants prennent la fuite, bientôt poursuivis par les hommes du maharadjah.
Inquiets d’être sans nouvelles, Irène, sœur d’Henri, et son mari Walter Rhode, lui aussi architecte, se rendent à Eschnapur. Le maharadjah commande alors à Walter la construction d’un mausolée, révélant son projet d’y emmurer vivante la femme qui l’a trahi. Pendant ce temps, Henri et Seetha se perdent dans le désert.

## Fiche technique
- Titre : Le Tigre du Bengale
- Titre original : Der Tiger von Eschnapur
- Réalisation : Fritz Lang
- Scénario : Fritz Lang, Werner Jörg Lüddecke (de), d'après le roman Le Tombeau hindou de Thea von Harbou, paru en 1921
- Musique : Michel Michelet
- Photographie : Richard Angst
- Son : Clemens Tütsch
- Montage : Walter Wischniewsky
- Production : Artur Brauner
- Sociétés de production : Central Cinema Company Film, Rizzoli Film, Regina Production, Critérion Film
- Sociétés de distribution : Société Nouvelle de Cinématographie (France), American International Pictures (États-Unis), Nippon Cinema Corporation (Japon)
- Pays de production :  Allemagne de l'Ouest |  Italie |  France
- Langue de tournage : allemand
- Format : couleurs - 35 mm - 1,37:1
- Genre : film d'aventures
- Durée : 97 minutes
- Dates de sortie :
  - Allemagne de l'Ouest : 22 janvier 1959
  - France : 22 juillet 1959
  - États-Unis : 1er octobre 1960 (le distributeur American International Pictures remonta le diptyque pour en faire un seul film de 90 minutes, intitulé Journey to the Lost City)
- Affiche : Constantin Belinsky (France)

## Distribution
- Debra Paget (VF : Michèle Montel) : Seetha (ou Sîtha)
- Paul Hubschmid (VF : Michel Roux) : Henri Mercier (Harald Berger dans la version allemande)
- Walter Reyer (VF : Jean-Claude Michel) : Chandra, le maharadjah
- Claus Holm (VF : Yves Furet) : le docteur Walter Rhode
- Sabine Bethmann (VF : Nadine Alari) : Irène Rhode, épouse de Walter et sœur d'Henri
- Valéry Inkijinoff (VF : lui-même) : Yama, le grand prêtre
- René Deltgen (VF : Yves Brainville) : le prince Ramigani
- Luciana Paluzzi : Baharani, la servante de Seetha
- Jochen Brockmann (VF : Jean-Marie Amato) : Padhu
- Jochen Blume (VF : Roger Rudel) : Asagara
- Richard Lauffen (de) (VF : Daniel Clérice) : Bhowana
- Helmut Hildebrand (VF : Jean-Pierre Duclos) : le serviteur de Ramigani

## Autour du film

### Anecdotes
- À Calcutta, où Asagara, le collaborateur hindou de Mercier, rencontre Irène Rhode, la sœur de Mercier, et son mari, le docteur Walter Rhode, la pièce où ils discutent est décorée de meubles de Carlo Bugatti.

### Remarques sur l'authenticité
Dans la logique des films de ces années-là, plusieurs points concourent à l'intensité dramatique, mais sont contradictoires avec la religion hindoue : le fait d'avoir une danseuse d'origine étrangère récente (enfant, elle a connu son père d'origine irlandaise), alors que pour les hindous l'origine d'une personne, assimilée à sa pureté, est importante et que les étrangers sont considérés comme impurs. Il est cependant à noter que, d'après le scénario, la danseuse en question, Seetha, ne se rappelle que très peu de choses de son père, mort alors qu'elle était très jeune, et n'a pas du tout conscience que celui-ci était en fait peut-être Irlandais — hypothèse soulevée par Henri Mercier. Personne ne sait donc qu'elle n'est pas d'origine indienne, même pas elle-même. Les costumes de la danseuse sont très suggestifs, alors que ceux des danseuses rituelles telles que celles du Bharata natyam sont riches, mais très décents.
Les danses sont totalement fantaisistes en plaquant des figures de danse réputées exotiques avec force déhanchements sur une musique aux rythmes toujours occidentaux. Le temple de la déesse est situé dans un souterrain, alors qu'en Inde les temples sont des constructions majeures au vu de tous. De plus, il n'est pas isolé de l'extérieur : Henri réussit à passer des souterrains dans le temple où il voit danser Seetha. Il est également totalement irréaliste que le temple se trouve à proximité d'une léproserie improvisée. Mais Fritz Lang n'a jamais voulu faire œuvre d'authenticité. C'est une Inde fantasmée qu'il nous montre.